# 가미후라노정

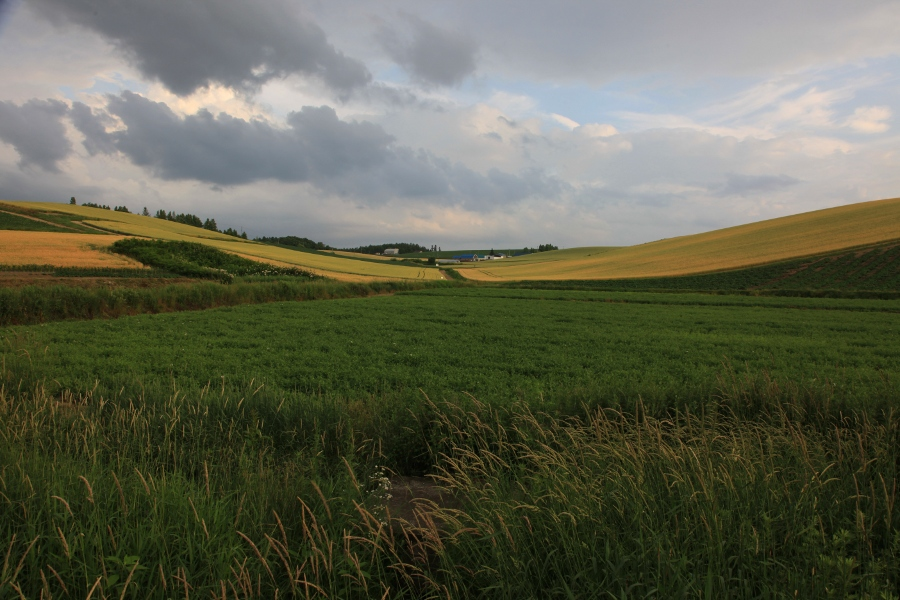

가미후라노정(일본어: 上富良野町)은 일본 홋카이도 가미카와 지방 남부에 있는 정이다.
정명의 유래는 후라노강의 상류에 해당한다는 점에서 온 것이다.

## 지리
가미카와 지방 남부에 위치하면서 서부는 평야로 밭 등이 펼쳐지고 국도 237호선과 후라노선이 남북으로 지나 인구도 집중되어 있다. 동부는 도카치산을 중심으로 하는 산악 지대이다. 전망으로 유명한 도카치다케 온천과 후키가미 온천이 있다. 도카치산은 수십년 주기로 분화를 반복하는 활화산으로 과거에 피해가 발생한 적이 있다.

## 역사
후라노 지방에서 처음으로 개척의 손이 뻗친 것은 가미후라노(당시의 명칭은 후라노촌)로, 이후 다른 지역이 개척되었다.
- 1897년 - 미에현에서 주민이 이주해 후라노촌이 설치되었다.
- 1899년 - 소라치 지청에서 가미카와 지청(현 가미카와 종합진흥국)으로 이관되었다. 소라치군 후라노촌이 되었다.
- 1903년 - 후라노촌을 분할해 가미후라노촌이 되었다. 다른 한쪽은 시모후라노촌(현 후라노시)이 되었다.
- 1917년 - 가미후라노촌에서 나카후라노촌(현 나카후라노정)을 분할하였다.
- 1951년 - 정으로 승격해 가미후라노정이 되었다.

## 경제
기간산업은 농업이다. 육상자위대의 주둔지도 있다.

## 교통

### 철도
- 홋카이도 여객철도 후라노선

### 도로
- 국도 237호선

## 기후
| 가미후라노정의 기후                                          | 가미후라노정의 기후 | 가미후라노정의 기후 | 가미후라노정의 기후 | 가미후라노정의 기후 | 가미후라노정의 기후 | 가미후라노정의 기후 | 가미후라노정의 기후 | 가미후라노정의 기후 | 가미후라노정의 기후 | 가미후라노정의 기후 | 가미후라노정의 기후 | 가미후라노정의 기후 | 가미후라노정의 기후 |
| 월                                                           | 1월                 | 2월                 | 3월                 | 4월                 | 5월                 | 6월                 | 7월                 | 8월                 | 9월                 | 10월                | 11월                | 12월                | 연간                |
| ------------------------------------------------------------ | ------------------- | ------------------- | ------------------- | ------------------- | ------------------- | ------------------- | ------------------- | ------------------- | ------------------- | ------------------- | ------------------- | ------------------- | ------------------- |
| 역대 최고 기온 °C (°F)                                       | 7.1 (44.8)          | 12.6 (54.7)         | 15.5 (59.9)         | 27.6 (81.7)         | 35.4 (95.7)         | 36.8 (98.2)         | 37.2 (99.0)         | 37.5 (99.5)         | 33.8 (92.8)         | 27.2 (81.0)         | 20.9 (69.6)         | 12.9 (55.2)         | 37.5 (99.5)         |
| 일평균 최고 기온 °C (°F)                                     | −3.8 (25.2)         | −2.2 (28.0)         | 2.6 (36.7)          | 10.7 (51.3)         | 18.3 (64.9)         | 22.8 (73.0)         | 26.3 (79.3)         | 26.4 (79.5)         | 21.9 (71.4)         | 14.7 (58.5)         | 6.2 (43.2)          | −1.1 (30.0)         | 11.9 (53.4)         |
| 일일 평균 기온 °C (°F)                                       | −8.1 (17.4)         | −7.2 (19.0)         | −2.2 (28.0)         | 5.1 (41.2)          | 12.1 (53.8)         | 16.8 (62.2)         | 20.7 (69.3)         | 20.9 (69.6)         | 16.1 (61.0)         | 9.0 (48.2)          | 2.0 (35.6)          | −5.0 (23.0)         | 6.7 (44.0)          |
| 일평균 최저 기온 °C (°F)                                     | −13.6 (7.5)         | −13.4 (7.9)         | −7.8 (18.0)         | −0.5 (31.1)         | 5.9 (42.6)          | 11.5 (52.7)         | 16.0 (60.8)         | 16.4 (61.5)         | 11.1 (52.0)         | 3.9 (39.0)          | −2.2 (28.0)         | −9.8 (14.4)         | 1.5 (34.6)          |
| 역대 최저 기온 °C (°F)                                       | −31.5 (−24.7)       | −31.7 (−25.1)       | −26.2 (−15.2)       | −14.8 (5.4)         | −3.0 (26.6)         | 1.1 (34.0)          | 5.8 (42.4)          | 6.5 (43.7)          | 0.4 (32.7)          | −5.4 (22.3)         | −18.8 (−1.8)        | −25.4 (−13.7)       | −31.7 (−25.1)       |
| 평균 강수량 mm (인치)                                        | 44.8 (1.76)         | 38.0 (1.50)         | 45.6 (1.80)         | 47.8 (1.88)         | 63.6 (2.50)         | 73.7 (2.90)         | 123.4 (4.86)        | 166.8 (6.57)        | 132.8 (5.23)        | 90.4 (3.56)         | 93.4 (3.68)         | 72.3 (2.85)         | 993.7 (39.12)       |
| 평균 강수일수 (≥ 1.0 mm)                                     | 15.9                | 13.8                | 13.1                | 11.9                | 11.9                | 10.6                | 11.3                | 12.5                | 13.1                | 14.5                | 18.0                | 18.8                | 165.4               |
| 평균 월간 일조시간                                           | 60.6                | 73.1                | 112.0               | 147.3               | 175.9               | 164.9               | 160.0               | 150.7               | 137.0               | 116.2               | 61.4                | 43.9                | 1,403               |
| 출처: 일본 기상청 (평년값: 1991년~2020년, 극값: 1977년~현재) |                     |                     |                     |                     |                     |                     |                     |                     |                     |                     |                     |                     |                     |